# ذهن سازگار
ذهن سازگار (انگلیسی: The Adapted Mind) کتابی است که در سال ۱۹۹۲ توسط انسان شناسان جروم بارکوف و جان توبی و روان‌شناس لدا کاسمیدز ویرایش شده‌است. اولین بار توسط انتشارات دانشگاه آکسفورد منتشر شد، به‌طور گسترده‌ای متن اصلی روان‌شناسی فرگشتی در نظر گرفته شده‌است و دو نویسنده کاسمیدز و توبی همراه با هم مفاهیم زیست‌شناسی فرگشتی و روان‌شناسی شناختی، و همچنین بسیاری از مفاهیم دیگر در تحقیقات سازگاری‌گرایی را تشریح می‌کنند.

## خلاصه
مبانی نظری روان‌شناسی فرگشتی توسط لدا کاسمیدز، جان توبی و جروم بارکوف، در مورد «مبانی روان‌شناختی فرهنگ» و «در مورد استفاده و سوءاستفاده از داروینیسم» مورد بحث قرار گرفته‌است.
این یکی از اولین متون در این زمینه به نام روان‌شناسی تکاملی (EP) است. این تخصص از آنچه ادوارد او. ویلسون در اواسط دهه ۱۹۷۰ آن را «اجتماعی‌شناسی» نامید، تکامل یافت. EP منطق زیست‌شناسی اجتماعی را در روان‌شناسی انسان به کار می‌برد؛ یعنی چگونه انتخاب طبیعی نحوه تفکر و تصمیم‌گیری انسان‌ها را شکل داده‌است؟ همان‌طور که ویراستاران لدا کاسمیدز، جان توبی و جروم بارکو (صفحه ۷) بیان کردند: «روان‌شناسی تکاملی روان‌شناسی است که از این واقعیت آگاه است که معماری موروثی ذهن انسان محصول فرایند تکامل است.» کتاب در مفهوم سازی خود دو هدف دارد (صفحه ۳): «اولین این است که حوزه تازه متبلور روان‌شناسی تکاملی را به مخاطبان وسیع تری معرفی کند… هدف دوم این جلد، روشن کردن چگونگی این حوزه جدید است.
آنها دیدگاه خود را با قرار دادن روان‌شناسی تکاملی با آنچه که اصطلاح «مدل استاندارد علمی اجتماعی» است، قرار می‌دهند. فصل یک توسط توبی و لدا کاسمیدز این مدل را با جزئیات بسیار بیشتری تشریح می‌کند. همان‌طور که می‌دانیم، مدل استاندارد علوم اجتماعی اصرار دارد که برای همه اهداف عملی، طبیعت انسان - و بنابراین رفتار انسان - توسط فرهنگ شکل می‌گیرد. به بیان کمتر، مدل استاندارد علوم اجتماعی بر سه اصل اساسی استوار است - دو تا از آنها صریح، سومی معمولاً ضمنی هستند. اینها عبارتند از:
- (۱) اینکه انسان‌ها هیچ تمایلات رفتاری ذاتی ندارند.
- (۲) در نتیجه، طبیعت انسان صرفاً محصول یادگیری و اجتماعی شدن است (به‌طور خلاصه، «پرورش»). که از آن نتیجه می‌شود.
- (۳) که طبیعت انسان (و در نتیجه رفتار انسان) اساساً کاملاً انعطاف‌پذیر است.[۱]

عناوین بخش، تنوع موضوعات تحت پوشش را نشان می‌دهد: بخش دوم بر همکاری و تبادل اجتماعی تمرکز دارد، و اشاره می‌کند که این موضوعات دارای پایه‌های تکاملی هستند. بخش سوم روان‌شناسی جفت‌گیری و رابطه جنسی را بررسی می‌کند. بخش چهارم نگاهی به مراقبت والدین و فرزندان دارد. بخش پنجم ادراک و زبان را تطبیقات تکاملی می‌داند؛ بخش ششم نگاهی به زیبایی‌شناسی محیطی (مانند واکنش‌های تکامل یافته به مناظر) می‌اندازد. بخش هفتم فقط یک فصل دارد - به تکامل مکانیسم‌های روانگردان‌ها می‌پردازد. این جلد با مقاله ای از جروم بارکوف به پایان می‌رسد.